# Tridente

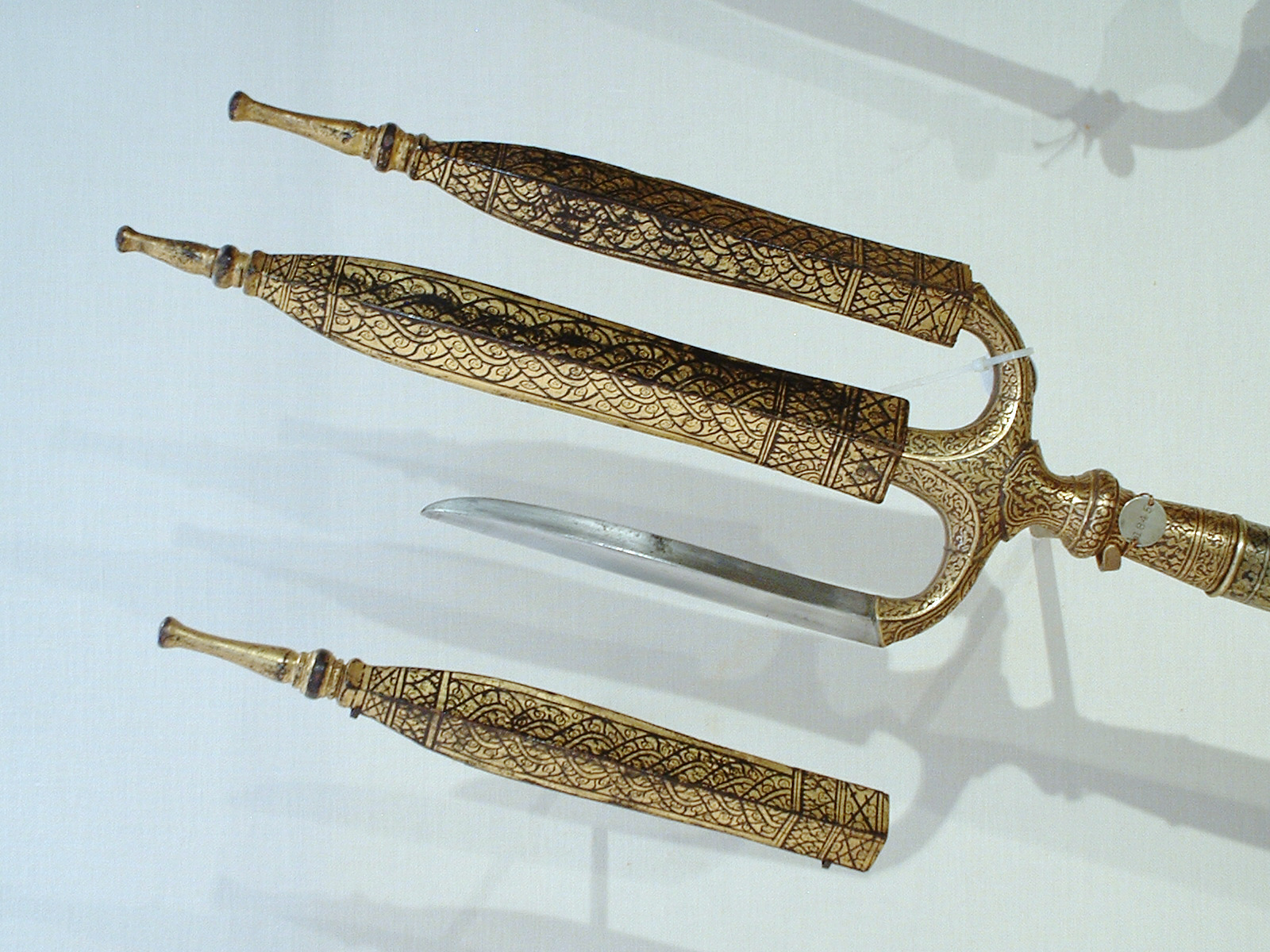
Tridente birmano del.

Un tridente es una horca de tres pequeñas puntas. El origen de la palabra tridente proviene del latín tridentis, de tri "tres" y de dente "dientes". 
Fue utilizado para la pesca y como arma, utilizado por los reciarios (retiarii), un tipo de gladiadores romanos, que utilizaban una red para envolver su adversario y un tridente para rematarlo. También se usó como arma arrojadiza, incluyendo para estos casos un estabilizador cruzado para facilitar su vuelo.

## Simbología

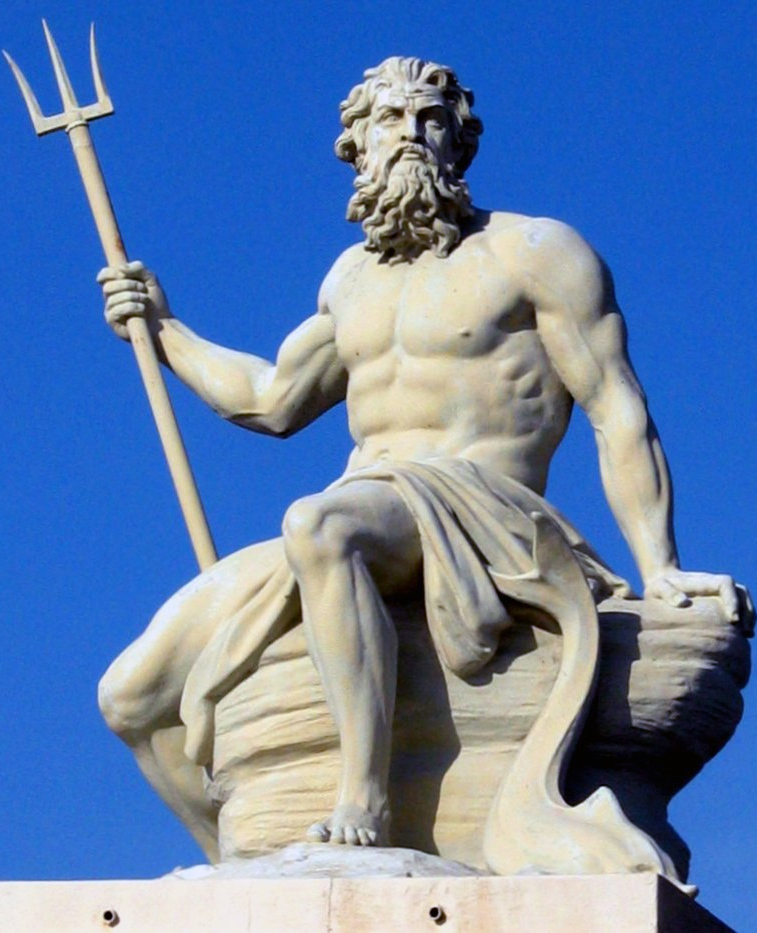
Escultura de Poseidón en Copenhague.

- Debido al uso original en la pesca, el tridente se asocia a menudo a Poseidón, el dios del mar en la mitología griega. Golpeando la tierra con su tridente, Poseidón creó el caballo y algunas fuentes de agua en Grecia.
- Como símbolo suyo, el tridente es la figura central de la bandera de Barbados.
- El tridente es también el arma arrojadiza del dios hindú Shiva.
- En la tradición cristiana, el tridente se asocia al diablo.
- La cultura gnóstica señala que el tridente representa los tres grandes seres: padre, hijo y Espíritu Santo; o bien también representa las tres cabezas de diablo: Judas, Caifás y Pilatos.
- Era el arma del rey Tritón en La sirenita de Disney (1989) y el arma de Diana de la red del PAX hecha para el telefilm Mermaids (2003).

Bandera de Barbados.

- En materia automovilística, el tridente es la insignia de la marca italiana de automóviles Maserati, inspirada a su vez en una estatua de Neptuno ubicada en Nápoles.
- El tridente también posee un lugar dentro de los cultos afrobrasileños, ya que es el arma de Exu, que simboliza lo oculto uniéndose con la tierra por medio del medium, sin mencionar que es la forma que tienen los exus para recordar cómo los esclavos africanos se vieron obligados a compararlo con el diablo, por la necesidad de dar cierto temor al hombre blanco, para que no los ataque por miedo a la "maldición del demonio negro", recuerda el sufrimiento del pueblo afrodescendiente, por lo cual el tridente siempre está presente donde se encuentra un asentamiento de exu.
- El tridente representa el símbolo planetario del planeta Neptuno.